# 千年女優
『千年女優』（せんねんじょゆう、英題: Millennium Actress）は、2001年の日本のアニメ映画。監督は今敏。第5回文化庁メディア芸術祭アニメーション部門大賞を『千と千尋の神隠し』と共に同時受賞している。今が音楽から映像を描き出す手法を取り入れた、今敏と平沢進の初のタッグ作品でもある。
キャッチコピーは「その愛は狂気にも似ている」。

## あらすじ
芸能界を引退して久しい伝説の大女優・藤原千代子は、自分の所属していた映画会社「銀映」の古い撮影所が老朽化によって取り壊されることについてのインタビューの依頼を承諾し、それまで一切受けなかった取材に30年ぶりに応じた。千代子のファンだった立花源也は、カメラマンの井田恭二と共にインタビュアーとして千代子の家を訪れるが、立花はインタビューの前に千代子に小さな箱を渡す。その中に入っていたのは、古めかしい鍵だった。そして鍵を手に取った千代子は、鍵を見つめながら小声で呟いた。「一番大切なものを開ける鍵…」
関東大震災の年に生まれた千代子は、女学生のとき銀映の専務に国策映画に出演する女優としてスカウトされるが、母親に猛反対される。迷う千代子は官警に追われる画家と知り合い、彼を家の蔵に匿う。彼は満州へと旅立ち、千代子は彼が身に付けていた鍵を拾う。映画の舞台が満州と聞いた千代子は彼と会うため母親の反対を押しきって女優になり満州に渡る。
千代子の回想と幻想が入り交じっていく。鍵の君を探す汽車が馬賊に襲われる。すると場面は戦国時代に移る。火に包まれた城の姫君になった千代子は見知らぬ老婆に騙され千年長命酒を飲んでしまう。千代子は敵に捕まった夫を救うべく城から走り出しくノ一になり詠子と戦う。幕末の遊郭の太夫、大正時代の女学生と目まぐるしく場面も役も変えながら千代子は鍵の君を探す。
千代子は空襲を受けた蔵の壁に鍵の君が描いた千代子の肖像と「いつかきっと」の文字を見つける。戦後人気女優になった千代子だが、鍵の君を忘れることはなかった。だが撮影中に詠子が鍵を隠してしまう。気づけば千代子は彼の顔も思い出せなくなっていた。千代子は映画監督の大滝と結婚して家庭に入る。鍵は大滝が千代子を手に入れるため隠したことが発覚。鍵の君を追っていた傷の男が千代子に贖罪に現れ、鍵の君の手紙を渡す。故郷の北海道にいると知った千代子は特急電車に飛び乗り北海道を目指す。舞台は宇宙へと変わり、千代子は宇宙飛行士になってロケットに乗り込むが地震でセットが崩れ、若き日の立花源也が助ける。
源也は千代子が北海道失踪、女優復帰、撮影事故のあと30年も姿を見せなかったことを問う。千代子は鍵の君の肖像画を見ながら老いた姿を見られたくなかったからと答える。突然地震が起こり、失神した千代子は救急車で搬送される。
源也は傷の男から鍵の君を殺したと告白を受けていた。彼の死を知らない千代子は病院のベッドで彼を追いかけると源也に語り目を閉じる。ロケットに乗った千代子は「だってあたし、あの人を追いかけているあたしが好きなんだもの」とつぶやき宇宙の果てへと進む。

## 登場人物
藤原 千代子
声 - 莊司美代子（70代）、小山茉美（20～40代）、折笠富美子（10～20代）
本作の主人公。映画会社「銀映」の看板女優で、日本映画史上にその名を残す大女優。関東大震災が発生した日に生まれる。
女学生だった頃に鍵の君との運命的な出会いを果たし、彼との再会を夢見て「銀映」に入る。入社後は数多くの作品に主演として出演し、日本映画界のスターに登り詰めたが、ある作品の撮影中に突然失踪しそのまま引退してしまう。
以後30年間人前に姿を現すことはなかったが、立花からの依頼を受けインタビューに応じる。インタビューの際、立花から無くしたはずの鍵を渡され、鍵の君との思い出を語る。
鍵の君が身に付けていた鍵を、彼と自分を繋ぐものとして大切にしていた。
立花 源也
声 - 飯塚昭三、佐藤政道（青年期）
60歳。映像制作会社「VISUAL STUDIO LOTUS」の社長。若い頃は「銀映」に所属していた。千代子の熱烈なファンであり、周囲の彼女に対する暴言は許さない。
「銀映」の撮影所閉鎖の際、千代子の半生を辿るドキュメンタリーの制作を企画し、彼女を取材する。「銀映」時代に千代子が無くした鍵を大切に保管しており、取材の際に鍵を千代子に渡す。
幻想世界（千代子の半生と映画が混ざり合った世界）に積極的に介入し、千代子を手助けする役として登場する。
井田 恭二
声 - 小野坂昌也
28歳。「VISUAL STUDIO LOTUS」のカメラマン。関西弁で話す。千代子については「昔有名だった女優」程度の認識しかない。
立花と違い幻想世界に介入する気はなく、終始傍観者としてカメラを回すが、結局は幻想世界で起こる出来事に巻き込まれてしまう。
島尾 詠子
声 - 津田匠子
千代子が入社する以前の「銀映」の看板女優。千代子のライバル役として数多くの作品に共演するが、彼女の若さと純真さに嫉妬するようになる。
幻想世界では、鍵の君を探す千代子を妨害する役として登場する。
大滝 諄一
声 - 鈴置洋孝
「銀映」専務の甥。後に監督に昇格する。部下の立花を頻繁に怒鳴っていたため、立花からは苦手意識を持たれていた。
叔父がスカウトした千代子に興味を示し積極的にアプローチするが、常に袖にされている。鍵を無くして動揺する千代子にアプローチし、結婚する。
鍵の君
声 - 山寺宏一
絵描きの青年。千代子が想いを寄せる相手。
思想犯として追われていた所を千代子に助けられ、家の倉にかくまわれる。捜査の手が迫る中、千代子に「約束の場所」での再会を誓い別れる。
傷の男
声 - 津嘉山正種
官憲。左の頬に傷がある男。思想犯の取締りを担当し、鍵の君を付け狙う。
幻想世界では、千代子と鍵の君を引き裂く役として登場する。

## スタッフ
- 原案・脚本・キャラクターデザイン・監督：今敏
- 脚本：村井さだゆき
- 演出：松尾衡
- キャラクターデザイン・作画監督：本田雄
- 作画監督：井上俊之、濱洲英喜、小西賢一、古屋勝悟
- 美術監督：池信孝
- 色彩設計：橋本賢
- 撮影監督：白井久男
- 編集：寺内聡
- 音響監督：三間雅文
- 音楽：平沢進
- 制作プロデューサー：岩瀬安輝、諸澤昌男
- プロデューサー：真木太郎
- 制作：ジェンコ、マッドハウス
- 配給：クロックワークス
- 製作：「千年女優」製作委員会（角川書店、WOWOW、クロックワークス、バンダイビジュアル、ジェンコ）

## キャスト
- 藤原千代子（70代）：莊司美代子
- 藤原千代子（20～40代）：小山茉美
- 藤原千代子（10～20代）：折笠富美子
- 立花源也：飯塚昭三
- 立花源也（青年期）：佐藤政道
- 井田恭二：小野坂昌也
- 島尾詠子：津田匠子
- 大滝諄一：鈴置洋孝
- 美濃：片岡富枝
- 番頭：石森達幸
- 銀映専務：徳丸完
- 藤原千代子の母：京田尚子
- 鍵の君：山寺宏一
- 傷の男：津嘉山正種
- その他：小形満、麻生智久、遊佐浩二、肥後誠、坂口候一、志村知幸、木村亜希子、サエキトモ、野島裕史、浅野るり、大中寛子、園部好德、大黒優美子

## 主題歌
「ロタティオン［LOTUS-2］」
作詞・作曲・編曲：平沢進

## 反響
プロデューサーを務めた丸山正雄は、今敏の映画作品で最高傑作であるとしている。
本作は批評家から好意的に受け入れられ、Rotten Tomatoesでは93％の「フレッシュ」評価を得た。
『ロサンゼルス・タイムズ』の批評家、ケネス・トゥーランはこの映画について、「映画が私たちの個人的、集団的な潜在意識の中にある場所を熟考することで、『千年女優』は映画という物がこれまであまり行ったことのない領域の魅力的に踏み込んでいる」と述べている。『シカゴ・トリビューン』のケビン・M・ウィリアムズは、この映画に4つ星をつけ、「映画芸術の作品だ。これは現代日本のアニメーションの最高傑作だ（中略）アニメーションだが、人間的であり、深く愛したことのある人の魂に響くだろう」と感想を述べた。
2004年2月、『Cinefantastique』は、このアニメを「10 Essential Animations（10本の最重要アニメーション）」の1つに挙げ、「アニメの新たな成熟を象徴しており、40年間の技術的な成果が、感情的に豊かなストーリーのためについに全面的に投入された」と述べた。
2014年のイギリスの名門映画雑誌『トータルフィルム』による歴代アニメーション映画ベスト75に、『パーフェクトブルー』（1997）、『千年女優』（2002）、『東京ゴッドファーザーズ』（2003）と3つも今敏作品をラインアップした。

## 受賞歴
- 第5回文化庁メディア芸術祭アニメーション部門大賞（『千と千尋の神隠し』と同時受賞）
- 第6回ファンタジア国際映画祭・最優秀アニメーション作品賞＆芸術的革新賞
- 第33回シッチェス・カタロニア国際映画祭・最優秀アジア映画作品賞
- 東京アニメアワード2003・劇場映画部門最優秀作品賞[7]
- 第57回毎日映画コンクール・大藤信郎賞
- 第8回アニメーション神戸作品賞・劇場部門[8]

## 制作
『千年女優』は前作『パーフェクトブルー』で高い評価を得た今敏監督の二作目の映画で、初のオリジナル作品。丸山正雄が企画を、真木太郎がプロデューサーを務めた。
今作の企画は、前作を見てプロデュースすることになった真木太郎の「騙し絵みたいな映画を作ろう」という一言から生まれた。脚本作りは、今が思い付いた「かつて大女優と謳われた老女が自分の一代記を語っているはずが、記憶は錯綜し、昔演じた様々な役柄が混じりはじめ、波瀾万丈の物語となっていく。」という一文から始まった。この一文をもとに今が肉付けして書いた大まかなプロットが原案となり、この段階で物語の最初と最後を形作る構成は決まった。この時点で映画のラストシーンがイメージされ、完成した映画にそのまま残っている。そしてシナリオライターの村井さだゆきやプロデューサーも交えてそのプロットの中に盛り込むエピソードや細かな人物設定などを膨らませて行った。
「元々あった企画を料理する」という雇われ監督的な面があった前作と違い、オリジナル企画である今作では自分の意見を言うことが出来たため、音関係、特に音楽に比重を置いて製作に挑むことに決めた。そこで、かねてからファンであった平沢進に音楽を依頼した。
スタッフは総勢250人ほどで、製作期間は約2年間。20人ほどのメインスタッフの顔ぶれはほとんど前作と同じで、その中で作画監督だけが変わっている。『パーフェクトブルー』ではキャラクターデザインは江口寿史、作画監督は濱洲英喜だったが、本作ではキャラクターデザインと作画監督に本田雄が起用された。これは、作画監督は非常に重要なポジションで負荷がかかる立場でもあり、また今が作画監督を頼みたいと思うような技量や能力を持ったアニメーターは得てして作監よりも原画を描く事を好む人が多いので、続けて依頼するのは難しいという事情があるためである。またキャラクターデザインも、「アニメ絵」というだけで一般の人々には眉をひそめられる傾向があるので、アニメーション映画を一部のファンだけのものでは終わらせないために、「上品で押しつけがましくない絵を描き、純粋にアニメ業界の中で才能を持つ人を」ということで本田が選ばれた。また一部のキャラクターデザインは今自身が手掛け、劇中に登場する千代子のポスターも今が描いている。
本作はセルアニメで作られ、ほとんどが今のレイアウトを基に作画されている。 
予算は当初、1億3千万円で、最終的には1億数千万円という日本の劇場アニメーション作品としては最低ランクの制作費で作られた。
北米でもドリームワークス系のゴー・フィッシュ・ピクチャーズの配給で2003年9月12日に公開され、劇場数は6スクリーン、興行収入は3万7641ドルだった。公開規模は決して大きくないが、日本の劇場アニメの米国公開がまだ難しい時代であり、今の才能を知らしめるのには大きな役割を果たした。劇場公開のメリットは興行収入だけでなく、批評家が鑑賞して一般新聞や雑誌・サイトに批評やレビューが掲載されることにもあり、そのことで作品の認知度が上がり、アニメファン以外の層にも到達する。その効果で海外での今敏の映画監督としての評価が確固たるものになり、アニメーションのアカデミー賞と呼ばれるアニー賞でも、最優秀長編アニメーション賞・監督賞・脚本賞・声優賞にノミネートされた。

## 作品のテーマ
「千年女優」は「前作『パーフェクトブルー』みたいな『だまし絵』のような映画を」というリクエスト（しかし、あくまで映画の手法ということであり、映画の中心的テーマというわけではない）が出発点で、両作品は今的にはいわばコインの裏表のような姉妹的な存在だという。前作では人間のネガティブな面に、今作ではポジティブな面にそれぞれスポットを当てているが、どちらも「虚実を曖昧にする」という方法論は共通している。今作は、前作で試みたその方法論を発展させるというところからスタートし、それを表現するにはどういう内容が相応しいかという形で考えられたものだからである。前作では次第に虚構と現実の境界が曖昧になっていく様子が描かれたが、今作では虚構と現実が最初からシームレスに繋がり、登場人物が虚構と現実を自在に往還する姿が描かれた。前作で主人公の不安な内面を表現するのに使った虚実混交という手法を、本作では楽しいイメージの冒険に使用し、前作と同質の「アニメならではの表現」でありながら、サイコホラーやサスペンスではなく、トリッキーでユーモラスで茶目っ気たっぷりな娯楽方向に転じた。
前作では虚構と現実の混交によって主人公の内面の混乱や混沌を描き、それによって観客をも混乱させようとしたが、今作の場合は観客を混乱させるのではなく、観客に虚実の混淆そのものを楽しんでもらうことを意図している。何が虚構で何が現実なのかの区別に意味が無くなるくらいに虚実を混交させ、いわば「ほら吹き男爵」ならぬ「ほら吹き婆さんの冒険」とでもいうようなイメージの冒険映画のようなものを目指して作られた。
ひとくちに「だまし絵」と言ってもさまざまなものがあるが、今がスタッフに一例として挙げたのは歌川国芳の「みかけハこハゐがとんだいゝ人だ」という浮世絵である。これは「寄せ絵」と呼ばれる種類のもので、一見ひとりの人物の顔に見えるが、よく見ると大勢の人が絡み合っているという趣向の作品であり、「顔でないものが寄り集まって顔になる」というこの絵の特徴を、「嘘が積み重なって真実が見えてくる」という本作のコンセプトになぞらえた。
『千年女優』は伝説の大女優のインタビューに訪れたスタッフが、その女優の過去と出演した映画が交差する虚構の世界で彼女の一代記を体験するという複雑な構成になっていて、現実と虚構が入り乱れたストーリーであると同時に、さまざまな名作映画へのオマージュが込められている。主人公のイメージは原節子と高峰秀子で、作中に登場する映画は、黒澤明の「蜘蛛巣城」風の時代劇や小津安二郎の映画、「鞍馬天狗」の登場するチャンバラ物、「ゴジラ」のイメージを借用した怪獣もの、SFなど様々である。今自身も、「この作品は日本映画へのオマージュでもあり、『初恋はいいよね』という話でもあり、『自分に素直に生きよう』というメッセージでもある。いろんな風に見てほしい」と語っている。ただし、「『解は一つではない』――それが一番欲している作品のあり方」とも言っているので、観客独自の深読み、裏読みは監督も歓迎するところである。
この作品は基本的に同じエピソードの繰り返しであり、音楽で言えば「ボレロ」のような循環する話である。物語は老女優・藤原千代子が語る身の上話で進行するが、次第に現実と夢と映画が混濁していく趣向で、各エピソードは「追う・走る・転ぶ」という一連の場面を、状況と時代を変えながら繰り返す。その総体である彼女の人生も、幻影に近い「鍵の君」を追い続けながら、さまざまな挫折と再起が繰り返される。そのフラクタルな構造の発想は、平沢進の音楽に負うところが大きいと今は語っている。また、この構造には今が漫画家デビュー後に経験した入院生活と、そのとき「すべてが壊れてしまった、それでも立ち上がれるか」と感じた挫折と葛藤が反映されているという。この映画は最後の最後で千代子がとんでもないことを言い出し、多くの観客を振り落としてしまうことでも有名である。今は、人間の成長過程はいわば死と再生の繰り返しで、それまでに積み上げた価値観が新しい局面において通用しなくなり、一度壊れたそれを再度作り上げても、また新たな局面において通用しなくなる、という繰り返しであると言い、映画の最後で「転んだ」あとも、さらにそこから立ち上がって「追う・走る・転ぶ」を続けられるかどうかと観客に問いかけ、彼らの人生ごとフラクタルに巻きこんだ。

## 演劇版
関西を中心に活動する女性5人の劇団『TAKE IT EASY!』により舞台化。主人公である藤原千代子他、主要キャストやサブキャストなど200以上に渡るキャラクターを五人の役者が入れ替わりながら演じる「入れ子キャスティング」という手法で全編が構成された。
- 原作：今敏
- 脚本・演出：末満健一（ピースピット）
- 音楽：和田俊輔（デス電所）
- 出演（初演）：清水かおり、中村真利亜、前渕さなえ、山根千佳、松村里美(大阪) / 立花明依(愛知)
- 出演（再演）：清水かおり、中村真利亜、前渕さなえ、山根千佳、立花明依
- プロデューサー：水口美佳　企画制作：TAKE IT EASY!
- 協力：マッドハウス 「千年女優」製作委員会
- 2009年1月 大阪公演 梅田・HEP HALL
- 2009年5月 愛知公演・長久手文化の家 森のホール(一時間の短縮version)
- 2011年1～5月　大阪 HEP HALL・東京シアターグリーン・福岡 ぽんプラザホール・大阪 シアター・ドラマシティにて再演
- 主題歌「アパンナカ」
- 劇中歌「数え歌 無限千年回廊」「いろは唄 乙女千年疾走」
- 作詞：末満健一　作曲：和田俊輔　歌：TAKE IT EASY!

## 関連文献
- 『千年女優画報 -- Millennial actress special edition』 マッドハウス・発行、河出書房新社・発売 2002年10月 ISBN 4-309-90511-0
- 『KON’S TONE―「千年女優」への道』、晶文社、2002年9月 ISBN 978-4-794-96546-2